# Свештеномученик
Свештеномученик (грч. Ὁ Ἱερομάρτυρας, лат. sanctus martyr) је мученик који је био у чину епископа, свештеника или ђакона и који је страдао за Исуса Христа.
Разлика између свештеномученика и мученика је присуство чина. Свештеномученици не представљају посебно лице светаца и обележени су на Светој литургији заједно са осталим мученицима. У православљу, у проскомидији, за њих је, као и за остале мученике, пета честица извађена из деветоструке просфоре.
Већина нових мученика и исповедника Православне цркве су канонизовани управо као свештеномученици (углавном свештеници или епископи).